# القرينة (الخبت)

تعديل مصدري - تعديل

القرينة هي إحدى قرى عزلة الظاهر بمديرية الخبت التابعة لمحافظة المحويت، بلغ تعداد سكانها 128 نسمة حسب تعداد اليمن لعام 2004.